# Jacqueline Duc
Jacqueline Duc, née le 12 avril 1922 à Paris et morte le 30 novembre 2002 à Suresnes, est une actrice française qui fut pensionnaire de la Comédie-Française de 1946 à 1951, également metteur en scène.

## Biographie
Jacqueline Duc a dirigé un cours de théâtre et a eu entre autres pour élève Kad Merad qu'elle forme au théâtre classique,.

## Théâtre
- 1944 : Don Juan de Molière, mise en scène : Jean Vilar
- 1946 : Le Lever du soleil de François Porché et Madame Simone, mise en scène Madame Simone
- 1947 : Le Légataire universel de Jean-François Regnard, mise en scène Pierre Dux
- 1947 : Les Jocrisses de l'amour de Lambert Thiboust et Théodore Barrière, mise en scène Jean Meyer
- 1948 : Cyrano de Bergerac d'Edmond Rostand, mise en scène Pierre Dux
- 1948 : Les Espagnols en Danemark de Prosper Mérimée, mise en scène Jean Meyer
- 1949 : Le Prince travesti de Marivaux, mise en scène Jean Debucourt
- 1949 : Les Précieuses ridicules de Molière, mise en scène Robert Manuel
- 1949 : Le Roi de Robert de Flers et Gaston Arman de Caillavet, mise en scène Jacques Charon
- 1950 : La Belle Aventure de Robert de Flers et Gaston Arman de Caillavet
- 1950 : La Double Inconstance de Marivaux, mise en scène Jacques Charon
- 1950 : Le Président Haudecœur de Roger-Ferdinand, mise en scène Louis Seigner, Comédie-Française au théâtre de l'Odéon.
- 1950 : Amoureuse de Georges de Porto-Riche, mise en scène Jean Debucourt
- 1951 : Le Dindon de Georges Feydeau, mise en scène Jean Meyer
- 1951 : Madame Sans-Gêne de Victorien Sardou, mise en scène Georges Chamarat
- 1957 : Le Cœur volant de Claude-André Puget, mise en scène Julien Bertheau
- 1968 : Quoat-Quoat de Jacques Audiberti, mise en scène Georges Vitaly
- 1969 : Des pommes pour Ève de Gabriel Arout, mise en scène Georges Vitaly
- 1972 : Le Stratagème des roués ou la Ruse du petit maître de George Farquhar, mise en scène Jean Rougerie
- 1979 : Les Vignes du seigneur de Robert de Flers et Francis de Croisset, mise en scène Francis Joffo, Théâtre des Célestins
- 1980 : Le Légataire universel de Jean-François Regnard, mise en scène Maurice Coussonneau
- 1982 : Baron, Baronne de Jean-Jacques Varoujean, mise en scène Étienne Bierry, Théâtre de Poche Montparnasse

## Filmographie

### Cinéma
- 1946 : Patrie de Louis Daquin
- 1948 : La Nuit blanche de Richard Pottier
- 1950 : Casimir de Richard Pottier : Denise
- 1952 : Trois femmes d'André Michel
- 1955 : Bel Ami de Louis Daquin : Rachel
- 1970 : La Promesse de l'aube de Jules Dassin : Madame de Rare
- 1980 : La Boum de Claude Pinoteau : La dame dans le bus
- 1980 : Alors... Heureux ? de Claude Barrois : L'examinateur, Mlle Chaufour
- 1985 : Vive le fric ! de Raphaël Delpard : La femme du banquier
- 1985 : L'amour propre ne le reste jamais très longtemps de Martin Veyron : La patronne du salon de thé
- 2001 : Le Soleil au-dessus des nuages d'Éric Le Roch : Simone

### Télévision
- 1966 : Cécilia, médecin de campagne (série télévisée) : Mme Valette
- 1968 : Le Crime de Lord Arthur Saville
- 1971 : L'Objet perdu : Madeleine
- 1971 : Tang d'André Michel : Bernadette
- 1972 : Allô! Juliette : Elise Coustard
- 1972 : Les Thibault : Mme Rose
- 1974 : L'Affaire lusanger, série Messieurs les jurés : Mme Frugères
- 1974 : Le Fol Amour de Monsieur de Mirabeau : La marquise de Mirabeau
- 1974 : Puzzle
- 1976 : Anne jour après jour : Mme Henriette
- 1978 : Messieurs les jurés : L'Affaire Servoz d'André Michel
- 1981 : Martine Verdier
- 1981 : Le Légataire universel : Mme Argante
- 1981 : Au théâtre ce soir : Le Président Haudecœur de Roger Ferdinand, mise en scène Jean-Laurent Cochet, réalisation Pierre Sabbagh, Théâtre Marigny : Mme Bergas-Larue
- 1983 : Le Bois-Cormier : Mme Legendre
- 1991 : Cas de divorce, ép. Lecourbe contre Lecourbe : Éléonore Lecourbe